# 福島県道146号石筵本宮線
福島県道146号石筵本宮線（ふくしまけんどう146ごう いしむしろもとみやせん）は、福島県郡山市熱海町石筵から本宮市に至る一般県道である。

## 路線概要
- 起点：郡山市熱海町石筵字松葉
- 終点：本宮市本宮字館町（戸崎ロータリー）
- 総延長：14.689 km[1]
  - 実延長：総延長に同じ

### 自動車交通不能区間
- 郡山市熱海町石筵～安達郡大玉村玉井（3,505 m[2]）[3]

### 重用路線
- 福島県道304号大橋五百川停車場線（安達郡大玉村玉井字反田～同村玉井字町尻 0.4 km）

### 道路施設
離山橋
- 全長：21.3m
- 幅員：4.0m
- 竣工：1977年[4]

郡山市熱海町石筵字離山、字東中道から字最秋、字室石に至り、一級水系阿武隈川水系石筵川を渡る。橋梁から下り方向すぐに車両通行不能区間が始まる。
三ツ森トンネル
三ツ森大橋
- 全長：226 m
  - 主径間：37.5 m
- 幅員：6.0（8.0） m
- 形式：6径間鋼連続鈑桁橋
- 施工：石川島播磨重工業・巴コーポレーション共同事業体
- 竣工：1999年3月[5]

大玉村玉井にて一級水系阿武隈川水系安達太良川支流、七瀬川上の三ツ森貯水池北岸を渡る。福島営林署によって建設された林道であった旧道の線形改良のために建設された。貯水池上の橋梁のため、橋桁は送り出し工法で架設された。メンテナンスフリー化のため耐候性鋼材が無塗装で使用されている。総工費は7億8260万円。
清沼橋
- 全長：54.0 m
- 幅員：6.0(8.0) m
- 形式：鋼単純鈑桁橋
- 竣工：1995年

大玉村玉井にて一級水系阿武隈川水系安達太良川支流、七瀬川上の三ツ森貯水池北岸を渡る。地方道改築事業として1993年度より建設された。三ツ森貯水池の沼の清らかさを表し清沼橋と名付けられた。総工費は3億円。

## 沿革
- 1959年8月31日 - 福島県により県道路線に認定される[8]。
- 2017年11月24日 - 安達郡大玉村玉井字庚申から字反田に至るバイパス区間が開通し、字庚申～字町尻までの2,844.5 mが当路線に認定される。旧道は庚申から午房内までの1338.4 mが村道へ移管、午房内から町尻までの1,083.3 mは福島県道304号大橋五百川停車場線単独の路線となった[9]。

## 通過する自治体
- 福島県
  - 郡山市 - 安達郡大玉村 - 本宮市

## 接続・交差する道路
- 郡山市内
  - 福島県道24号中の沢熱海線（熱海町石筵字松葉 起点） - 起点から800mほどで自動車交通不能区間となる。
- 大玉村内
  - 福島県道380号岳温泉大玉線（玉井字守谷山） - ここまで自動車交通不能区間である。
  - 福島県道304号大橋五百川停車場線 五百川駅方面（玉井字反田）
  - 福島県道304号大橋五百川停車場線 大橋方面（玉井字町尻）
- 本宮市内
  - 福島県道28号本宮三春線（本宮字舘町〈戸崎ロータリー交差点下部〉終点） - 県道28号に指定されている立体交差取付部分を介し至近に国道4号戸崎ロータリー交差点がある。

## 沿線
- 大玉カントリークラブ
- 馬場ザクラ